# Gare de Sonobe
Pour les articles homonymes, voir Sonobe (homonymie).
La gare de Sonobe (園部駅, Sonobe-eki) est une gare ferroviaire japonaise située à Nantan (secteur Sonobe) dans la préfecture de Kyoto. Elle est gérée par la compagnie JR West.

## Situation ferroviaire
La gare de Sonobe est située au point kilométrique (PK) 34,2 de la ligne principale San'in (fin de la ligne Sagano).

## Histoire
La gare a été inaugurée le 15 août 1899.

## Services aux voyageurs

### Accès et accueil
La gare dispose d'un bâtiment voyageurs, avec guichet, ouvert tous les jours.

### Desserte
- Ligne principale San'in :
  - voies 1 à 4 : direction Ayabe et Fukuchiyama
- Ligne Sagano :
  - voies 1 à 4 : direction Kyoto

### Gares adjacentes
| «         |  | Service                                 |  | »                |
| --------- |  | --------------------------------------- |  | ---------------- |
| Kameoka   |  | Kinosaki (express)                      |  | Hiyoshi          |
| Kameoka   |  | Hashidate (express)                     |  | Ayabe            |
| Kameoka   |  | Maizuru (express)                       |  | Ayabe ou Hiyoshi |
| Yoshitomi |  | Ligne Sagano (service rapide)           |  | Terminus         |
| Yoshitomi |  | Ligne Sagano (service local)            |  | Terminus         |
| Terminus  |  | Ligne principale San'in (service local) |  | Funaoka          |